# Phare de Zonguldak
Le phare de Zonguldak (en turc : Zonguldak Feneri)  est un feu côtier situé sur la rive anatolienne de la mer Noire, sur un promontoire à l'entrée du port d'Zonguldak dans la province de Zonguldak, en Turquie.
Il est exploité et entretenu par l'Autorité de sécurité côtière (en turc : Kıyı Emniyeti Genel Müdürlüğü) du ministère des Transports et des Communications.

## Histoire
Le premier phare, en bois, a été installé en 1908. Il a été remplacé en 1920 par le phare actuel pour le guidage des navires vers le port de Zonguldak, dont la province était la première zone d'extraction de charbon en Turquie. La maison du gardien est devenue un restaurant.

## Description
Le phare est une tour ronde en maçonnerie blanche, de 9 m de haut, avec une galerie et une lanterne, attachée à l'extrémité d'une maison de gardien d'un étage.
Son feu à éclats émet, à une hauteur focale de 53 m, un bref éclat blanc de 0,5 seconde par période de 5 secondes. Sa portée est de 20 milles nautiques (environ 37 km).
Identifiant : ARLHS : TUR-057 (TR-10410) - Amirauté : N5820 - NGA : 19608.

## Caractéristique dufeu maritime
Fréquence : 5 secondes (W)
- Lumière : 0,5 seconde
- Obscurité : 4,5 secondes

### Lien connexe
- Liste des phares de Turquie